# Tagtsepa
| Tibetische Bezeichnung                                  |
| ------------------------------------------------------- |
| Tibetische Schrift: སྟག་རྩེ་པ་ལྷ་རྒྱལ་རབ་བརྟན                  |
| Wylie-Transliteration: stag rtse pa lha rgyal rab brtan |
| Andere Schreibweisen: Tagtsepa Lhagyel Rabten           |
| Chinesische Bezeichnung                                 |
| Vereinfacht: 达孜瓦•拉杰饶丹; 达孜巴                    |
| Pinyin:Daziwa Lajie Raodan; Daziba                      |

Tagtsepa Lhagyel Rabten (tib.: stag rtse pa lha rgyal rab brtan; * 17. Jahrhundert; † 1720 in Lhasa) war der Regent der tibetischen Administration in den Jahren der Dsungaren-Herrschaft in Tibet (1717–1720). Er trug den Titel Sakyong (tib.: sa skyong; „Beschützer der Erde“). Nach dem Einmarsch der Truppen des Kaisers Kangxi wurde er von den Chinesen durch Enthauptung hingerichtet.

## Historischer Hintergrund
Der Einfall der Dsungaren nach Tibet ist vor dem Hintergrund einer aggressiven Expansions- und Kolonisationspolitik der mandschu-chinesischen Qing-Dynastie nach Zentralasien zu sehen, der sich die kriegerischen Dsungaren unter Galden, Tshewang Rabten und Galdan Tsereng in einer nahezu hundert Jahre dauernden Auseinandersetzung widersetzten. Die Jungaren waren Anfang des 17. Jahrhunderts zum tibetischen Buddhismus bekehrt worden und hatten stets enge religiöse Bindungen zur Gelug-pa-Schule und dem Dalai Lama Tibets. Die Eroberung von Tibet im Jahre 1717 sollte zuvörderst der Erweiterung der politischen und religiösen Machtbasis des Dsungarenstaates dienen, zumal mit dieser Eroberung auch die Übersiedlung des 7. Dalai Lama nach Lhasa geplant war. Im Blick stand auch die Unterordnung der Qoshoten, die mit ihrem Stammesfürsten Lhabsang Khan die Herrschaft in Tibet ausübten.

## Tagtsepas Rolle bei der Eroberung Tibets durch die Dsungaren
Tagtsepa Lhagyel Rabten entstammte einer Adelsfamilie, die ihren Sitz im Distrikt Tagtse Dzong östlich von Lhasa hatte. Aus diesem Grunde trug er auch den Titel Tagtsene (tib.: stag rtse nas) „Der von Tagtse“. Er diente in der tibetischen Administration vor und nach der Machtergreifung durch Lhabsang Khan. Er wurde beschrieben als dickliche Person mit bleichem Gesicht, zahnlosem Mund und mit undeutlicher, stotternder Aussprache.
Zweifelsfrei gehörte er zu der Fraktion des tibetischen Adels, die gegen Lhabsang Khan eingestellt war und offenbar, wie auch die drei großen Klöster Sera, Drepung und Ganden, Kontakte zu den Dsungaren unterhielt. 
Tagtsepa trat historisch in Erscheinung, als Tshewang Rabtens Truppenführer Tshering Dondok mit 6000 Mann über die Nordwestroute überraschend Tibet erreichte. Er zählte nämlich zu den Verrätern, die die Verteidigungslinien von Lhabsang Khan an die Dsungaren verrieten und somit deren Vorrücken begünstigten. 
In schrecklicher Erinnerung ist sein Verrat an Prinz Surja und anderen Mitgliedern der alten tibetischen Regierung, die nach dem Tod des Lhabsang Khans aus dem Potala flüchten konnten und in seinem Haus in Tagtse Zuflucht nahmen. Tagtsepa lieferte diese Flüchtlinge erbarmungslos an die Dsungaren aus.

## Regierungstätigkeit
Tagtsepa wurde von den Dsungaren mit dem Titel Sakyong (tib.: sa skyong) als Leiter der neuen tibetischen Regierung eingesetzt. Die wirkliche Macht lag aber weiterhin in den Händen des dsungarischen Truppenführers Tsering Donduk, der die tibetischen Minister der neuen Regierung nur als Galionsfiguren benutzte. Die Dsungaren errichteten ein Schreckensregime, das auf die Plünderung Tibets ausgerichtet war. Ihre Versuche, die Schätze Tibets in die Dsungarei wegzutransportieren, schlugen wegen des tibetischen Widerstands jedoch weitgehend fehl.
Hervorzuheben ist, dass sich Tagtsepa angesichts des Schreckensregimes der Dsungaren letztendlich doch teilweise für seine tibetischen Landsleute einsetzte. So rettete er Miwang Pholhane Sönam Tobgye das Leben.

## Einmarsch der chinesischen Armee
Für die Machtbestrebungen der Chinesen stellte die Erweiterung der Machtbasis der Dsungaren in Tibet eine ernsthafte Bedrohung dar. Eine 1718 entsandte chinesische Truppe von 7000 Mann wurde jedoch von den Dsungaren aufgerieben. Mit dem Vorrücken einer großen kaiserlichen Armee im Jahre 1720 überließen die Dsungaren kampflos Tibet de facto den einrückenden kaiserlichen Truppen.

## Hinrichtung
An der Spitze der Würdenträger, die die einrückenden chinesischen Truppen und den ankommenden 7. Dalai jubelnd begrüßten, befand sich bezeichnenderweise Tagtsepa. Er ritt nahezu an der Spitze der Prozession, die den Dalai Lama unter großem Pomp nach Lhasa geleitete, in die heilige Stadt ein. 
Kurz danach ließen ihn die Chinesen verhaften. Obwohl sich Pholhane und auch der Vater des 7. Dalai Lama für Tagtsepas Leben einsetzten, wurde Tagtsepa und zwei seiner Minister in einer öffentlichen Hinrichtungszeremonie an das Ufer des Lhasa He verbracht und dort von den Chinesen öffentlich enthauptet.